# Lohkirchen
Lohkirchen – miejscowość i gmina w Niemczech, w kraju związkowym Bawaria, w rejencji Górna Bawaria, w regionie Südostoberbayern, w powiecie Mühldorf am Inn, wchodzi w skład wspólnoty administracyjnej Oberbergkirchen. Leży około 10 km na północny zachód od Mühldorf am Inn.

## Demografia
| Rok  | Liczba mieszk. |
| ---- | -------------- |
| 1970 | 599            |
| 1987 | 602            |
| 2000 | 642            |
| 2005 | 673            |

### Struktura wiekowa
Dane o ludności z 31 grudnia 2008:
| Opis                                | Ogółem | Ogółem | Kobiety | Kobiety | Mężczyźni | Mężczyźni |
| ----------------------------------- | ------ | ------ | ------- | ------- | --------- | --------- |
| Jednostka                           | osób   | %      | osób    | %       | osób      | %         |
| Populacja                           | 694    | 100    | 339     | 48,85   | 355       | 51,15     |
| Wiek przedprodukcyjny (0–17 lat)    | 142    | 20,46  | 61      | 8,79    | 81        | 11,67     |
| Wiek produkcyjny (18–65 lat)        | 443    | 63,83  | 218     | 31,41   | 225       | 32,42     |
| Wiek poprodukcyjny (powyżej 65 lat) | 109    | 15,71  | 60      | 8,65    | 49        | 7,06      |

## Polityka
Wójtem gminy jest Konrad Sedlmeier z UWG, rada gminy składa się z 8 osób.
|      | CSU/FWG | UWG | Razem |
| 2008 | 2       | 6   | 8     |
| 2002 | 3       | 5   | 8     |

## Oświata
W gminie znajduje się przedszkole.